# Institution intercommunale des wateringues
Pour les articles homonymes, voir IIW.
L’Institution intercommunale des wateringues ou IIW est un établissement public territorial de bassin à caractère administratif crée en 1977 regroupant l'arrondissement de Dunkerque dans le département du Nord et deux autres dans le département du Pas-de-Calais, l'arrondissement de Calais et l'arrondissement de Saint-Omer. Il a pour objet la gestion des ouvrages d'évacuations des eaux et la mise hors d'eau d'un territoire d'environ 1 000 km2.
L'institution assure la mission d'écrêter ; en fonction des marées; les crues d'hiver et de printemps par cinq portes d'écluses mais surtout la protection hydraulique par pompage du polder flamand français représentant 1 000 km2, polder qui épouse l'ancien delta de l'Aa. 450 000 habitants sont protégés par ce dispositif,.

## Histoire
Déjà en 1169 un édit de Philippe d’Alsace, comte de Flandre institue les « cercles d’eau » d'où Water rings,.
En 1619, les archiducs Albert et Isabelle chargent un ingénieur de renom, Wenceslas Cobergher qui réussit à transformer des marécages en pâturages, les moëres, situés à cheval sur la frontière franco-belge actuelle, entre Furnes et Bergues-Saint-Winoc. Le niveau général du marais, plus bas que celui de la mer, était la principale difficulté à laquelle ses prédécesseurs s’étaient heurtés. À l’aide de 32 kilomètres de digues entourées d’un anneau d’eau, le Ringslot, d’un réseau serré de canaux et de 23 moulins d’exhaure équipés de vis d’Archimède en chêne, l’eau des moëres était pompée et rejetée à la mer. Hors études et calculs, les travaux avaient pris six ans pour être menés à terme (1619-1625). En récompense, Wenceslas obtiendra la terre et la seigneurie de Saint-Antoine et Coberghe, au milieu des moëres de Flandre-Occidentale.
Le Dicage, les écluses et wateringues ont, depuis des siècles, généré beaucoup de textes pour leur gestion.
Le 18 octobre 1976 le conseil général du Pas-de-Calais par délibération crée l'institution conjointement avec celui du Nord par délibération du 12 janvier 1977.

## L'institution

### Périmètre institutionnel
La cour des comptes lors de son audit 2009 relève un environnement complexe.
La gestion des Wateringues est influencée par les politiques d'autres structures d'État telles que l'agence de l'eau, la direction régionale de l'agriculture et de la forêt, les directions départementales de l'équipement, les ports autonomes, le service des voies navigables.
En plus des politiques communales s'ajoutent toutes les intercommunautés, les syndicats mixtes, les Scot, les deux départements et la région.

### Instances de l’Institution

#### Comité syndical
L’Institution est administrée par un comité syndical constitué de 21 membres qui représentent les six intercommunalités adhérentes que sont la communauté urbaine de Dunkerque, la communauté d'agglomération Grand Calais Terres et Mers, la communauté d'agglomération du Pays de Saint-Omer, la communauté de communes des Hauts de Flandre, la communauté de communes de la Région d'Audruicq et la communauté de communes Pays d'Opale.
Ce comité syndical élit parmi ses membres un bureau composé d’un président et de six vice-présidents.
Par ailleurs, un conseil consultatif est institué auprès du comité syndical afin de travailler à ses côtés sur toutes les questions relevant des compétences de l’Institution intercommunale des wateringues.

## Moyens physiques de l'institution

### Wateringue
Une wateringue, watringue ou un watergang est un fossé ou un ouvrage de drainage à vocation de dessèchement de bas-marais, de zones humides ou inondables situées en plaines maritimes sous le niveau des hautes mers (polders).
L'ampleur du réseau hydraulique représente, sur les 1 000 km2, 1 500 km de wateringues et de canaux, 100 stations de pompage intermédiaires et dix stations de pompage principale.

### Stations de rejets à la mer
Sept stations permettent le rejet à la mer des ruisseaux et rivières et surtout bloquent aussi les remontées d'eaux en marées hautes.
- Écluse de la Batellerie à Calais 4 m3/s
- Station des pierrettes à Calais 9 m3/s
- station de Calais à Calais 8,1 m3/s
- station de Marcq à Calais 3,3 m3/s
- Station de la rivère Oye à Gravelines 5,1 m3/s
- station de Mardyck à Grande-Synthe 25 m3/s
- station de Tixier à Dunkerque 24 m3/s

### Partiteur de Watten
Le partiteur de Watten est un ouvrage de dérivation qui permet, en période de crues, de transférer l'excédent d'eaux vers l'Aa canalisé vers son débouché la station de Mardyck à Gravelines. Il a une capacité de 17 m3/s.

## Historique des inondations des polders flamands français
La seule ville des Moëres subit quatre inondation :
- 1646 : pour défendre Dunkerque : il aura fallu attendre 100 ans pour que le comte d'Hérauville ne reprenne l'assèchement.
- 1770 : rupture de la digue de protection, Henry Vandermey reprend le travail de l'assèchement[8]
- 1793 : Henry Vandermey ayant échoué, les frères Herwyn reprennent en charge le dessèchement.
- 1939/1945 : 2e guerre mondiale : l'inondation due aux faits de guerre a été provoquée par l'eau de mer. Sur la place du village, il y avait 2,80 m d'eau salée.

Grâce à des moyens plus évolués (stations de pompage électrique), l'administration a très vite remis les terres à tous et les cultures sont apparues dès 1947.
Mais plus récemment il faut relever :
- Ainsi, le 31 janvier 1953, une tempête balaie le Calaisis. Elle pousse la mer vers la côte. Une digue cède au lieu-dit Maison Blanche près de Oye-Plage, en noyant 23 hectares de terre. Une autre brèche (de 15 mètres de large) est signalée entre Blériot-Plage et Sangatte, noyant la route nationale et les champs sous 40 centimètres d'eau salée. Malgré les moyens lourds rapidement mis en œuvre, l'une des deux réparations cède à la marée suivante qui inonde cette fois 200 hectares près d'Oye-Plage. Dans le port de Calais, le quai d’Angoulême est sous l'eau, sans victimes humaines[9].
- 1970 dans l'Audomarois.
- 2023 dans l’Audomarois, crue de l’Aa.

## Pour approfondir

### Vidéographie
- Film sur les Wateringues ; réalisé dans le cadre du projet européen Floodcom (sur YouTube).